# Цезарій Лукашевич
Цезарій Лукашевич (нар. 25 серпня 1981, Вроцлав) — польський актор театру і кіно, виконавець головної ролі у фільмі «Буча».

## Біографія
Дебютував на театральній сцені у 14 років в п'єсі «Пригоди Тома Сойєра» режисера Марека Обертина. У 2004 році закінчив Театральну академію у Варшаві. Сім років був актором Нового театру в Познані. З 2013 року в трупі Польського театру у Вроцлаві. Він співпрацював з багатьма відомими режисерами, серед яких: Вальдемар Смігасевич, Кшиштоф Гарбачевський, Агата Дуда-Грач і Радослав Ричік. Брав участь у повній постановці поеми «Дзяди» Адама Міцкевича, чотирнадцятигодинної вистави режисера Міхала Задари. За роль у виставі «Дзяди, частина III» він отримав нагороду сайту «Театр для вас» за найкращу чоловічу роль другого плану на Варшавських театральних зустрічах.
Він створив багато роле у кіно та на телебаченні. Він грав, серед іншого: у фільмах «Судовий пристав» Фелікса Фалька, "Чудове літо" Ришарда Брильського та «Валенса. Людина з надії» Анджея Вайди. Популярність в Польщі йому принесли кримінальні телефільми, зокрема серіали «Парадокс» та «Ворон».

У повнометражному фільмі, номінованому на «Оскар», перемальованому технікою живопису Вінсента ван Гога під назвою «З любов'ю, Вінсент» Дороти Кобєлі та Г'ю Велшмана Лукашевич зіграв брата художника Теодоруса ван Гога. У анімаційному фільмі «Селяни» (2023), знятому тією ж парою режисерів, він виконав роль Коваля.